# Kanissaare
Koordinaten: 58° 30′ N, 23° 11′ O
Kanissaare ist ein Dorf (estnisch küla) auf der größten estnischen Insel Saaremaa. Es gehört zur Landgemeinde Saaremaa (bis 2017: Landgemeinde Pöide) im Kreis Saare.

## Einwohnerschaft und Lage
Das Dorf hat 21 Einwohner (Stand 31. Dezember 2011). Es liegt unweit der Ostsee-Küste an der Meerenge zwischen den Inseln Saaremaa und Muhu.